# La China Patino
Silvia Herreruela Patino, més coneguda pel nom artístic de La China Patino, (Madrid, 28 d'agost de 1977) és una cantant de Cycle, presentadora de televisió, actriu i ballarina espanyola.
Va presentar el programa iPop, a La 2 i que va dirigir Jesús Ordovás.

## Discografia

### Cycle
- Apple Tree (single) (Subterfuge, 2005).
- Weak on the Rocks (Subterfuge, 2005).
- Confusion!!! (single) (Subterfuge, 2005).
- Weak on the Rocks. Reedició (Subterfuge, 2006) Edició especial 2 CD.
- Mechanical Remixes (Subterfuge, 2006).
- Sleepwalkers (Subterfuge, 2009).

### En solitari
- De Amor y Muerte (Subterfuge, 2007).